# Юнион (тауншип, округ Юнион, Нью-Джерси)
Юнион (англ.  Union) — тауншип в округе Юнион в штате Нью-Джерси США.

## Описание
Находится в северо-восточном Нью-Джерси, на реке Элизабет, в 5 милях (8 км) к северо-западу от города Элизабет, штат Нью-Джерси. Основанный в 1749 году как Коннектикут-Фармс, Юнион изначально был частью Элизабет, но был включён в качестве отдельного сообщества в 1808 году. Когда-то он включал то, что сейчас является Розелл-Парк (отделено в 1901 году), Кенилуэрт (1907 г.), часть секции Элмора города Элизабет (1908 г.), и Хилсайд (1913 г.). Жилой и промышленный город Юнион имеет множество предприятий лёгкой и тяжёлой промышленности; продукция включает сталь, металлоизделия и краски. Либерти-Холл (1772 г.), когда-то был домом Уильяма Ливингстона, первого губернатора Нью-Джерси. Университет Кина (основанный в 1855 году) переехал в Юнион в 1958 году. Население в 2000 году — 54 405 жителей, в 2010 году — 56 642 жителей.

## Население
| 2010   | 2020    |
| ------ | ------- |
| 56 642 | ↗59 728 |